# شاباگیش
شاباگیش (انگلیسی: Shabagish) یک شهرک در شهرستان کویورگازینسکی جمهوری باشقیرستان در کشور روسیه است.